# Bernarda Morin

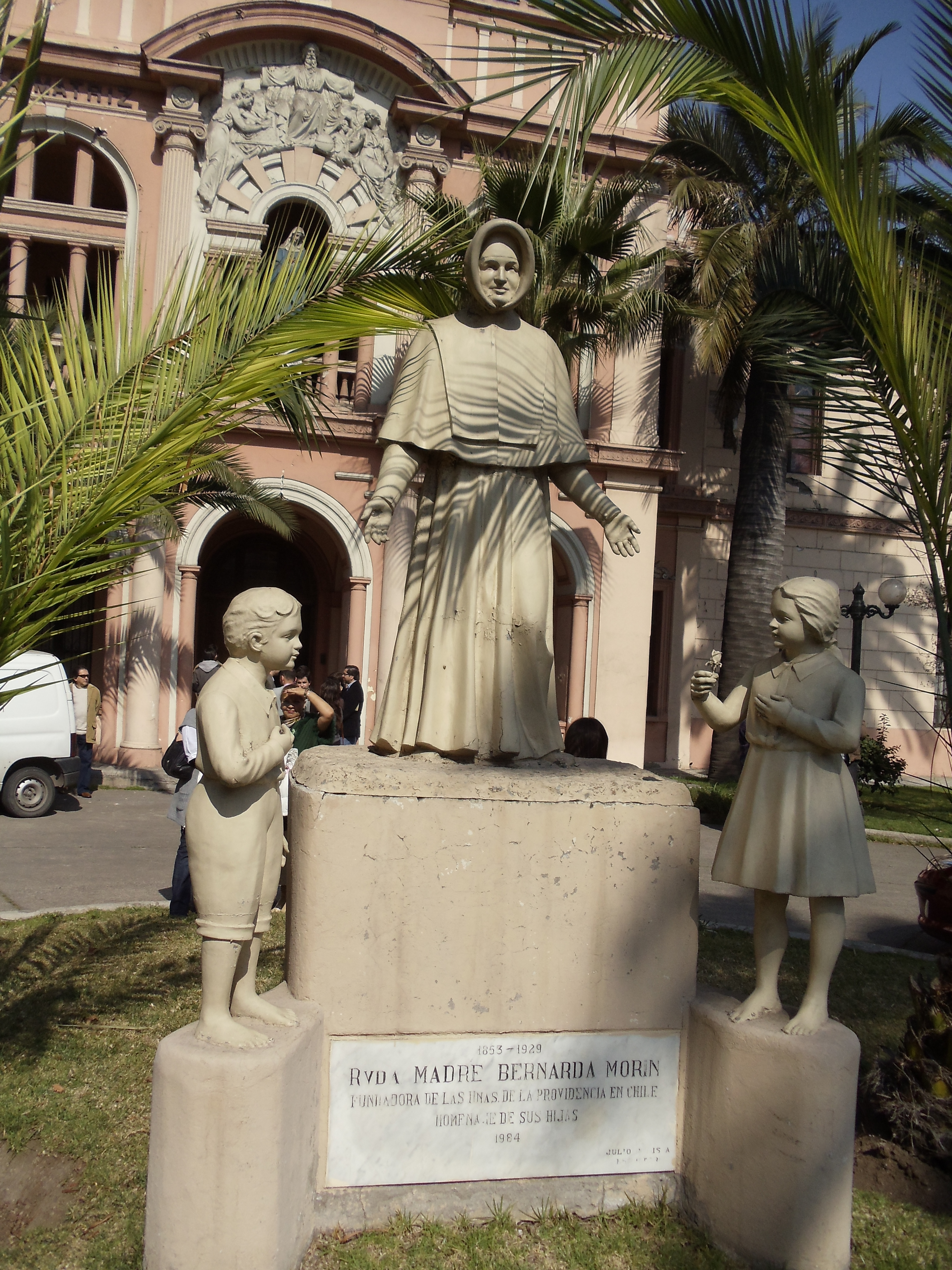
Statue von Bernarda Morin in Santiago de Chile vor der Kirche ihrer Kongregation

Bernarda Morin (* 1832 in Saint-Henri-de-Lévis, Québec, Kanada; † 4. Oktober 1929 in Santiago de Chile) war Ordensschwester und Gründerin der Congregación de las Hermanas de la Providencia en Chile (Deutsch: Kongregation der Schwestern der Vorsehung in Chile), eines autonomen Zweiges der Sœurs de la charité de la Providence (gegründet am 25. März 1843 durch die Selige Émilie Gamelin).

## Leben
Bernarda Morin trat am 11. Mai 1850 als Postulantin bei den Sœurs de la charité de la Providence in Montreal, Kanada, ein. Am 21. November desselben Jahres wurde sie eingekleidet. Am 22. August 1852 legte sie die ewige Profess ab.
Zusammen mit vier weiteren Schwestern kam sie am 17. Juni 1853 nach Chile. Der Erzbischof von Santiago, Valentín Valdivieso, beauftragte die Schwestern mit der Betreuung eines großen Waisenhauses (Casa Nacional del Niño) in dem Schwestern des Ordens bis 1941 wirkten. Am 3. Januar 1857 wurde in Santiago de Chile ein Noviziat errichtet und Schwester Bernarda wurde einen Monat später zur Novizenmeisterin bestimmt. Die Kongregation erhielt umfassende Hilfe des Präsidenten Manuel Montt für die Betreuung von vernachlässigten Kindern. Am 12. März 1880 erhielt die von Montreal autonome Kongregation die Approbation durch Papst Leo XIII. Am 7. Januar 1905 wurden die Statuten durch Papst Pius X. endgültig approbiert. Die Kongregation breitete sich im Land rasch aus und gründete Schulen, Kinder- und Altenheime, Waisenhäuser und Krankenhäuser. Schwester Bernarda Morin wurde am 27. Juni 1925 die höchste Auszeichnung des Landes, die Medalla del Mérito, durch Präsident Arturo Alessandri verliehen. Sie starb im Jahr 1929 und wurde in der Klosterkirche der Kongregation in Santiago, Stadtteil Providencia, die im Jahr 1892 gebaut wurde, beigesetzt. Am 24. Januar 2011 zerstörte ein Brand die Innenausstattung der Kirche.
Sr. Bernarda Morin und Sr. Joseph du Sacré-Cœur haben wesentlich zur weltweiten Ausbreitung der Kongregation beigetragen.
Am 1. Juli 1970 wurden die chilenischen Schwestern der Kongregation in Montreal inkorporiert. Chile und Argentinien bilden zusammen die Provinz Bernarda Morin.